# Strzyżno
Strzyżno (deutsch Streesen) ist ein Dorf in der Gemeinde Stargard (Stargard i. Pom.) in der polnischen Woiwodschaft Westpommern.

## Geographische Lage
Strzyżno liegt in Hinterpommern, etwa acht  Kilometer südlich der Stadtmitte von Stargard und 35 Kilometer südöstlich von Stettin an der Faulen Ihna, an deren Westufer sich der Dorfkern unmittelbar anschmiegt.

## Geschichte

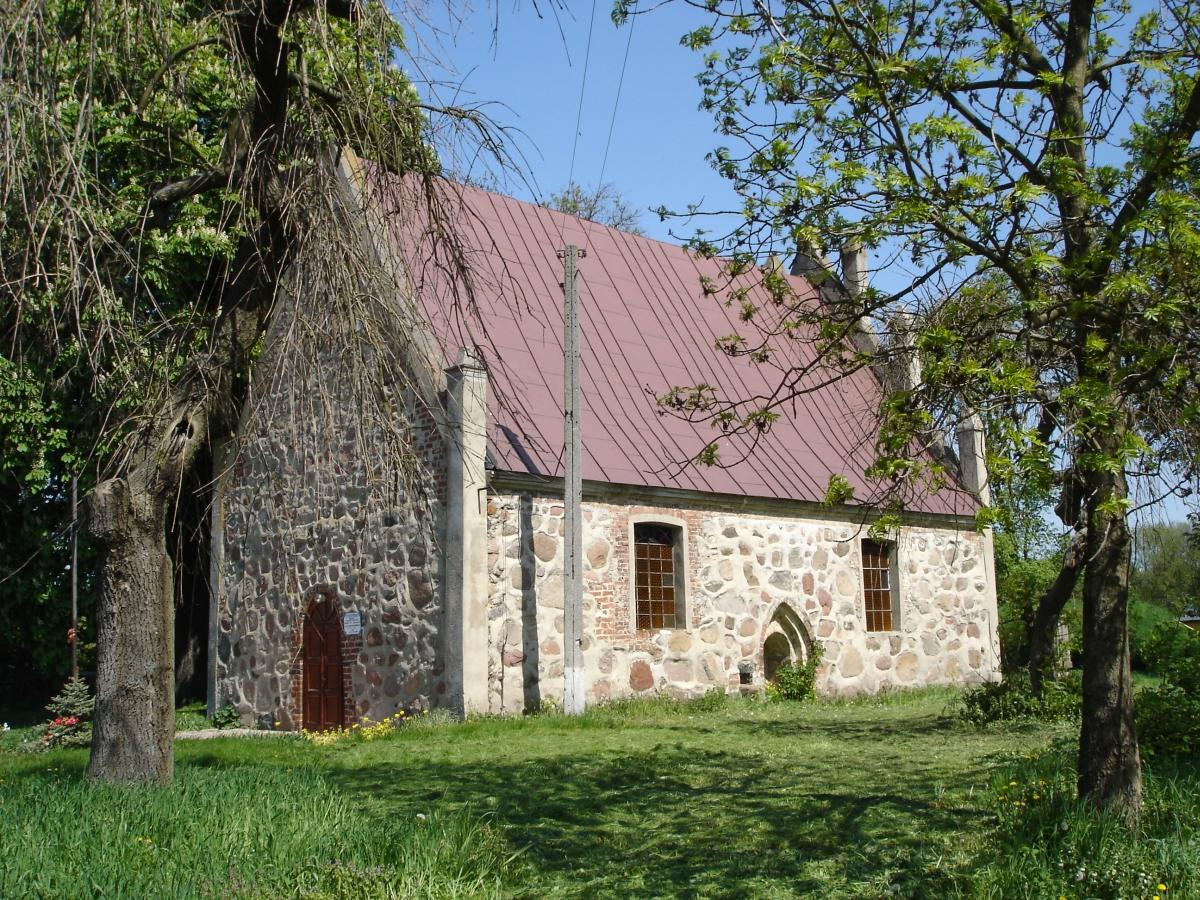
Dorfkirche

Das Dorf gehörte ursprünglich zu einem Gutsbezirk, dem Rittergut Streesen. Ältere Formen des Ortsnamens, der wendischen Ursprungs ist,  sind Streisen und Stresen.  In einem Lehnbrief von 1487 bestätigte der pommersche Herzog Bogislaw X.  den Verkauf einer Hälfte des Dorfs, mit der zuvor ein Hanß Dossowen belehnt gewesen war, an den Johanniterorden. Der größte Teil von Streesen, aus 23 Hufen und der Mühle bestehend, war nach den Lehnbriefen von 1536, 1540 und 1714 ein altes Lehen der Familie v. Billerbeck; ein anderer Teil, bestehend aus 15,5 besteuerbaren Hufen, war ein Lehen der Familie v. Winsen. Nachdem mehrere Besitzerwechsel stattgefunden hatten, ging das Rittergut im Jahr 1778  in den Besitz des Kriegsrats Sydow und seiner Söhne über.
Um 1780 gab es in  Streesen ein Vorwerk, eine Wassermühle, die mit einer Ölpresse kombiniert war und zu der zwei Hufen eigenes Land gehörten, sechs Bauern, einen Schulmeister und insgesamt 19 Haushaltungen.  Nachdem weitere Besitzerwechsel stattgefunden hatten, unter anderem gehörte Streesen von 1790 bis 1795 dem Landrat August Ernst von Schöning, wurde das Rittergut 1846 für 126.500 Taler von dem Domänenrat Ernst Carl Ludwig Barkow († 1859) aufgekauft. Dieser kaufte die Wassermühle sowie zwei Bauernhöfe des Dorfs dazu, so dass neben dem Gutsbetrieb im Dorf Streesen  nur noch vier Bauernhöfe übrig blieben.
Im Jahr 1862 wurde das Rittergut an die Familie Böhm veräußert, die es noch im 20. Jahrhundert  besaß.
Um das Jahr 1868 hatte die Feldmark des Ritterguts eine Größe von 1634,8  Morgen, wovon 1391,8  Morgen Ackerland, 20 Morgen Wiesen und Weiden, 16 Morgen Gärten und zwei Morgen Wasserfläche waren. Zum Vorwerk gehörten zehn Wohngebäude und drei gewerbliche Gebäude.
Die Gemarkung des Dorfs Streesen hatte eine Flächengröße von 634,8 Morgen, wovon 559,4 Morgen Ackerland waren. Zum Dorf Streesen gehörten acht Wohngebäude und ein gewerbliches Gebäude. Im Dorf gab es vier Bauernhöfe, eine Schule, in der der Küster als Lehrer fungierte,  eine Schmiede und eine Ziegelei. Das Vorwerk Streesen und das Dorf Streesen wurden später von der Gemeinde Krüssow eingemeindet.
Bis 1945 waren Dorf und Vorwerk Streesen Wohnorte der Gemeinde Krüssow im  Landkreis Pyritz  der Provinz Pommern.
Gegen Ende des Zweiten Weltkriegs wurde die Region um Streesen bis zum 2. März 1945 von der belgischen SS-Kampfgruppe ‚Wallonien‘ verteidigt, die am 3. März Streesen aufgab und sich nach Stargard zurückzog. Anschließend  wurde Streesen  von der Sowjetarmee eingenommen und besetzt. Nach Kriegsende wurde die Ortschaft unter polnische Verwaltung gestellt. Stresen wurde  in Strzyżno umbenannt. Soweit  die Dorfbewohner  nicht  zuvor geflohen waren, wurden sie  in der Folgezeit ab Juni 1945 von den Polen  vertrieben.

### Entwicklung der Einwohnerzahl
| Jahr | Anzahl | Anmerkungen                                         |
| ---- | ------ | --------------------------------------------------- |
| 1817 | 111    |                                                     |
| 1865 | 247    | davon 170 im Vorwerk Stresen und 77 im Dorf Stresen |

## Kirchspiel
Die vor 1945 in Streesen anwesende Bevölkerung gehörte mit überwiegender Mehrheit der evangelischen Konfession an.
Die Protestanten aus Streesen gehörten zum  evangelischen Kirchspiel Barnimskunow, die Katholiken zum katholischen Kirchspiel Stargard i. Pom.